# Pecas Mónaco
Pecas Mónaco es el seudónimo artístico de Carlos Alberto Spósito (Buenos Aires, Argentina, 22 de abril de 1944), cantautor argentino de música country.

## Vida
Fue una de las figuras del programa de mayor índice de audiencia de la televisión argentina: El Club del Clan (año 1962, Canal 13, Buenos Aires) junto a:
- Alfalfa
- Galo Cárdenas
- Fernando de Soria
- Lalo Fransen
- Cachita Galán
- Perico Gómez
- Nicky Jones
- Jolly Land
- Raúl Lavié
- Grillo Mejía
- Horacio Molina
- Taco Morales
- Chico Novarro
- Palito Ortega
- Rolo Puente
- Gino Renni
- Violeta Rivas
- Cora y Candy Roca
- Simonette
- Raúl Cobián, Tanguito (que no se debe confundir con el roquero José Iglesias, Tanguito).
- Johnny Tedesco

## Actuación
Además realizó actuaciones en Sábados circulares, programa televisivo de variedades del popular conductor Nicolás Pipo Mancera, y en Escala musical, y protagonizó la comedia musical Matemática cero, música diez.
Fue artista de la antigua compañía discográfica RCA Victor y RM de Ricardo Mejía.
Comenzó su carrera a los 12 años y es considerado como uno de los primeros pioneros del rock and roll nacional, siendo el título de su primer tema Desesperados. Con los primeros grupos musicales que armó, realizó desde los 12 hasta los 18 años aproximadamente 2500 shows en vivo, hasta que ingresó en Canal 13 en el "Club del Clan" en donde realizó sus presentaciones con un índice de audiencia del 85 por ciento de audiencia.
También toco junto a otros en los estadios Luna Park, Vélez Sársfield y Obras Sanitarias de la Nación. Se caracterizó no solamente porque su pronunciación del idioma inglés no era común para la época, sino que además lograba con el timbre vocal típico del habitante en la frontera norteamericana, a tal punto que en su debut algunos pensaron que se trataba de una figura del espectáculo estadounidense traída al país por la cadena CBS que en ese entonces era accionista del canal. A pesar de poseer excelentes condiciones artísticas, se retiró para cumplir con todos los honores con el servicio militar obligatorio como soldado comando en el cuerpo de la Policía Militar de la Fuerza Aérea Argentina.
Su entusiasta búsqueda por la diversificación cultural, lo llevó a incursionar en distintas artes. Pecas Mónaco es profesor de piano, guitarra, teclados, es además compositor, arreglador musical, director musical y cantante. Es además profesor de Inglés y estudioso de otras lenguas extranjeras, tales como francés, italiano y latín. Además es Licenciado en Relaciones Públicas y Relaciones Internacionales. También es Director Nacional e Internacional de Cinematografía, y director de video-TV, director de teatro y actor.
Realizador de un extensísimo repertorio de música digital que incluye más de 200 títulos de temas de todos los tiempos, actualmente realiza videos musicales de su autoría acompañado de nuevas figuras del espectáculo nacional e internacional, material que sigue la actual moda de realizaciones denominadas videos musicales de reconocida jerarquía y que son traducidos a todos los idiomas. Durante este tiempo, se ha dedicado a la realización de versiones de temas internacionales en inglés, incluyendo canciones de Elvis Presley y Frank Sinatra entre otros. La mayoría de estos han sido realizados motivado únicamente por su pasión por el arte. Hoy se dedica a rehacer clásicos del pasado.
Pecas Mónaco es un entusiasta seguidor de la ciencia, especialmente la teoría de la evolución, la biología en general y la Genética. Además está interesado en la medicina china.
Se autocalifica como un romántico empedernido y lírico y en contraposición a ello como un solitario consuetudinario y amante de la paz y la acción. Es un creyente católico y ha conducido el ministerio de la música con los sacerdotes sanadores de la corriente del Padre Darío Betancourt.
Admira a Luciano Pavarotti, Plácido Domingo, José Carreras, Tito Schipa, Beniamino Gigli, Nino Bravo, Carlos Gardel . Le gusta la música clásica, y el folklore nacional, pero él mismo dice que "no hago este tipo de música porque tengo ganas de oírla me gusta disfrutarla ejecutada por los que saben".
- Datos: Q6067890